# Шафран Королькова
Шафран Королькова (лат. Crocus korolkowii) — клубнелуковичное травянистое многолетнее растение, вид рода Шафран (Crocus) семейства Ирисовые, или Касатиковые (Iridaceae). Впервые испытан в 1881 году в Петербурге. В Казахстане испытан в Лениногорске  и Алматы – успешно выращивается с 1957 года. 
Встречается в Средней Азии. Эндемик.
Растёт на мелкоземистых склонах.

## Этимология
Вид назван в честь губернатора Ферганской и Сыр-Дарьинской областей Николая Ивановича Королькова.

## Ботаническое описание
Растение высотой 10-30 см.
Клубнелуковица продолговато-шаровидная, слегка сплюснутая, высотой 1,5 см, диаметром 1,2 — 1,3 см; оболочки перепончатые, тонковолокнистые, образуют неясную сетчатость.
Листья в числе 8—12, голые, узкие, прикорневые, пучкообразные, длиной 5 — 6 см, шириной около 2 мм.
Околоцветник в зеве голый, доли жёлто-оранжевые. Тычинок три, они вдвое короче листочков околоцветника, с оранжевыми, не расходящимися у верхушки пыльниками. Плод продолговатая коробочка, около 1 см шириной, появляющаяся над поверхностью почвы только после созревания. Цветёт в феврале-мае, плодоносит в мае-июне. Размножается семенами (иногда даёт самосев) и вегетативно.

## Применение
Шафран применяют для окраски пищевых продуктов. Шафран добавляют в тесто, плов, кондитерские изделия для придания им не только красивого цвета, но и, при достаточном количестве шафрана, еще и приятного запаха.

## Классификация

### Таксономия
Вид Шафран Королькова входит в род Шафран (Crocus) подсемейства Crocoideae семейства Ирисовые (Iridaceae) порядка Спаржецветные (Asparagales).
|  |                                      |  |                                                             |                                                             |                    |  | ещё 24 семейства (согласно Системе APG II) | ещё 24 семейства (согласно Системе APG II)   |                                              |  |  |  | ещё около 30 родов | ещё около 30 родов    |  |  |
|  |                                      |  |                                                             |                                                             |                    |  | ещё 24 семейства (согласно Системе APG II) | ещё 24 семейства (согласно Системе APG II)   |                                              |  |  |  | ещё около 30 родов | ещё около 30 родов    |  |  |
|  |                                      |  |                                                             | порядок Спаржецветные                                       |                    |  |                                            |                                              | подсемейство Котовниковые                    |  |  |  |                    | вид Шафран Королькова |  |  |
|  |                                      |  |                                                             | порядок Спаржецветные                                       |                    |  |                                            |                                              | подсемейство Котовниковые                    |  |  |  |                    | вид Шафран Королькова |  |  |
|  | отдел Цветковые, или Покрытосеменные |  |                                                             |                                                             | семейство Ирисовые |  |                                            |                                              | род Шафран                                   |  |  |  |                    |                       |  |  |
|  | отдел Цветковые, или Покрытосеменные |  |                                                             |                                                             |                    |  |                                            |                                              |                                              |  |  |  |                    |                       |  |  |
|  |                                      |  | ещё 44 порядка цветковых растений (согласно Системе APG II) | ещё 44 порядка цветковых растений (согласно Системе APG II) |                    |  |                                            | ещё 4 подсемейства (согласно Системе APG II) | ещё 4 подсемейства (согласно Системе APG II) |  |  |  | ещё около 80 видов |                       |  |  |
|  |                                      |  |                                                             | ещё 44 порядка цветковых растений (согласно Системе APG II) |                    |  |                                            |                                              | ещё 4 подсемейства (согласно Системе APG II) |  |  |  |                    |                       |  |  |